# Stanislas Lami
Pour les articles homonymes, voir Lami.
 (mai 2011).
Si vous disposez d'ouvrages ou d'articles de référence ou si vous connaissez des sites web de qualité traitant du thème abordé ici, merci de compléter l'article en donnant les références utiles à sa vérifiabilité et en les liant à la section « Notes et références ».
Stanislas Lami est un sculpteur et historien de l'art français né le 30 novembre 1858 à Paris où il est mort dans le 16e arrondissement le 31 janvier 1944.

## Biographie
Fils du sculpteur Alphonse Lami et de Marie Bidauld, petite fille du peintre paysagiste Jean-Joseph-Xavier Bidauld, Stanislas Lami est le petit-neveu du peintre de nature morte Jean-Pierre-Xavier Bidauld. Il épouse le 24 juin 1891 Émilie Sedelmeyer, fille de Charles Sedelmeyer, marchand de tableaux et éditeur d'art. Il est un cousin issu de germain de Charles de Gaulle.
Certaines de ses œuvres sont conservées dans des musées, notamment en Espagne. À Paris, au musée d'Orsay, figure une sculpture en marbre du Chien danois (vers 1892). Il est aussi l'auteur d'un Masque de Berlioz (1884) conservé à la bibliothèque de l'Opéra de Paris. Stanislas Lami expose maintes fois dans des Salons, dont le Salon de 1897 et à l'Exposition universelle de 1893 à Chicago.
Également historien de l'art, Stanislas Lami est surtout connu pour avoir publié, de 1884 à 1921, le plus important dictionnaire des sculpteurs de l'École française connu à ce jour : le Dictionnaire des sculpteurs de l'École française.
Il demeura au no 24, rue Véron et eut un atelier au no 7, villa Scheffer à Paris.

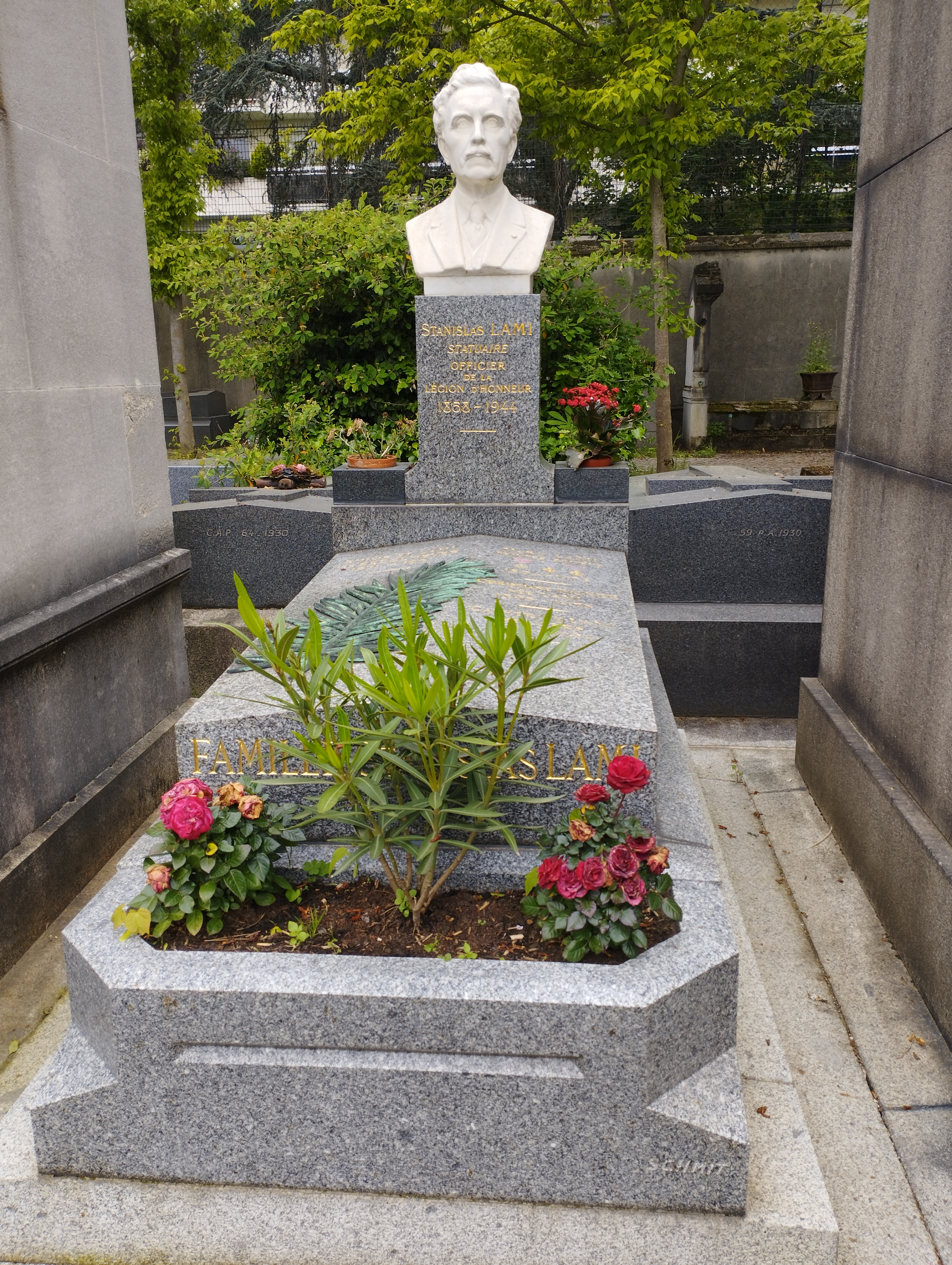
Tombe de Stanislas Lami au cimetière de Passy (division 12).

Il est inhumé dans la 12e division du cimetière de Passy.

## Distinctions
Stanislas Lami est nommé chevalier de l'ordre national de la Légion d'honneur par décret du 16 août 1900 et officier, du même ordre, par décret du 7 août 1913.

## Publications
- Dictionnaire des sculpteurs de l'Antiquité au VIe siècle de notre ère, Paris, Émile Perrin, 1884, 149 p.
- Dictionnaire des sculpteurs de l'École française du Moyen Âge au règne de Louis XIV, Paris, Honoré Champion, 1898, 584 p.
- Dictionnaire des sculpteurs de l'École française sous le règne de Louis XIV, Paris, Honoré Champion, 1906, 508 p.
- Dictionnaire des sculpteurs de l'École française au XVIIIe siècle (2 vol.), Paris, Honoré Champion, 1910-1911
- Dictionnaire des sculpteurs de l'École française au XIXe siècle (4 vol.), Paris, Librairie ancienne Honoré Champion, 1914-1921 - 1914, tome 1, A-C, 1916, tome 2, D-F, 1919, tome 3, G-M, 1921, tome 4, N-Z

## Salons
- 1887 : L'Épave, marbre d'après un poème de Victor Hugo : « Qui trouble ainsi les flots près du sérail des femmes ?… »[7].